# آرایه مشبک پین

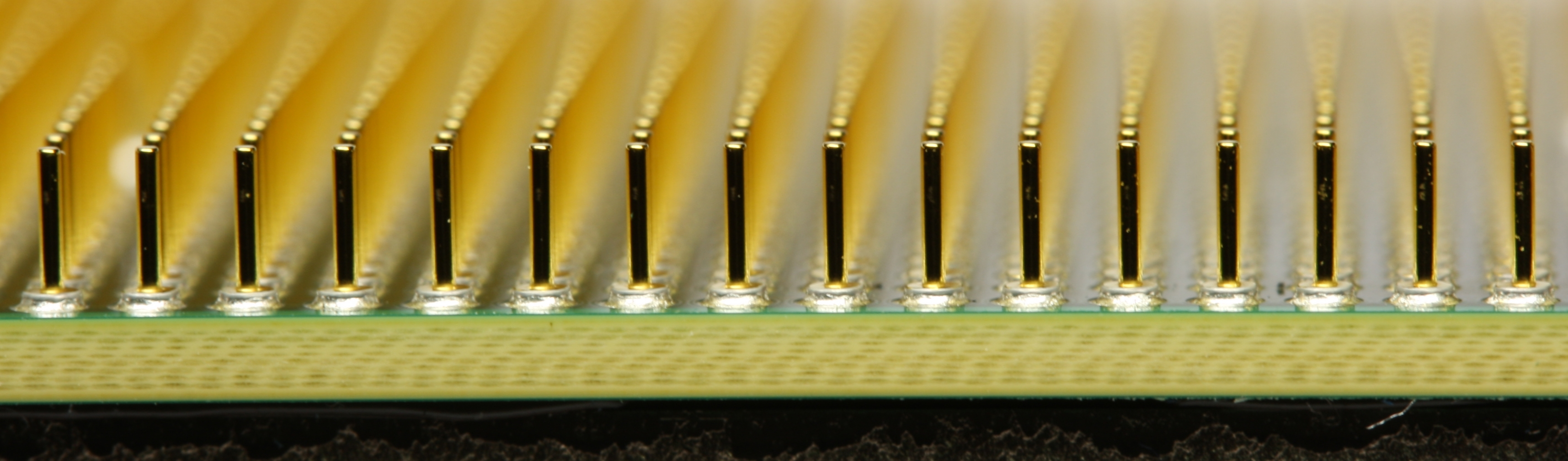
نمای نزدیک پین‌های یک آرایه مشبک پین

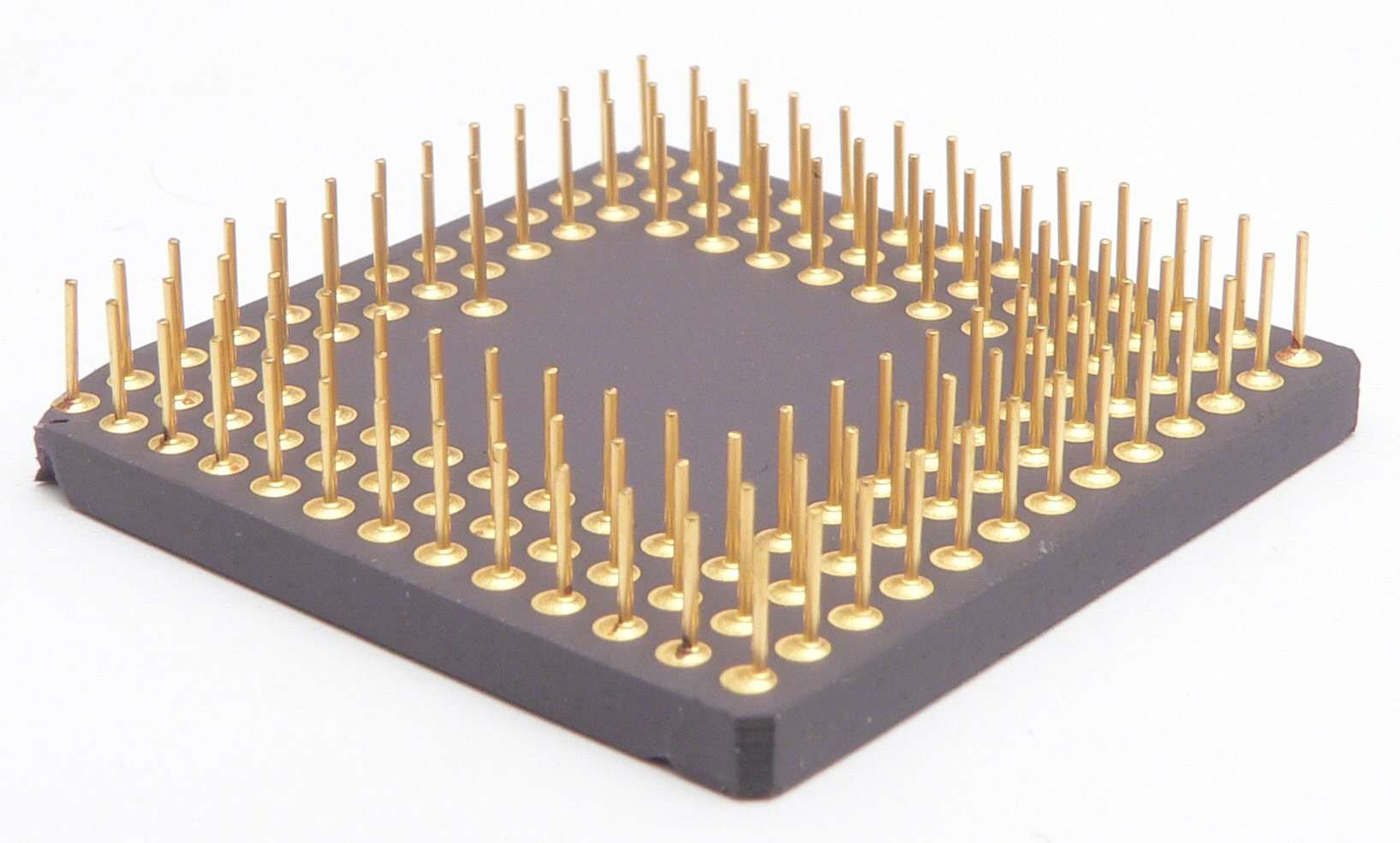
آرایه مشبک پین در زیر از XC68020، نمونه اولیه ریزپردازنده موتورولا ۶۸۰۲۰

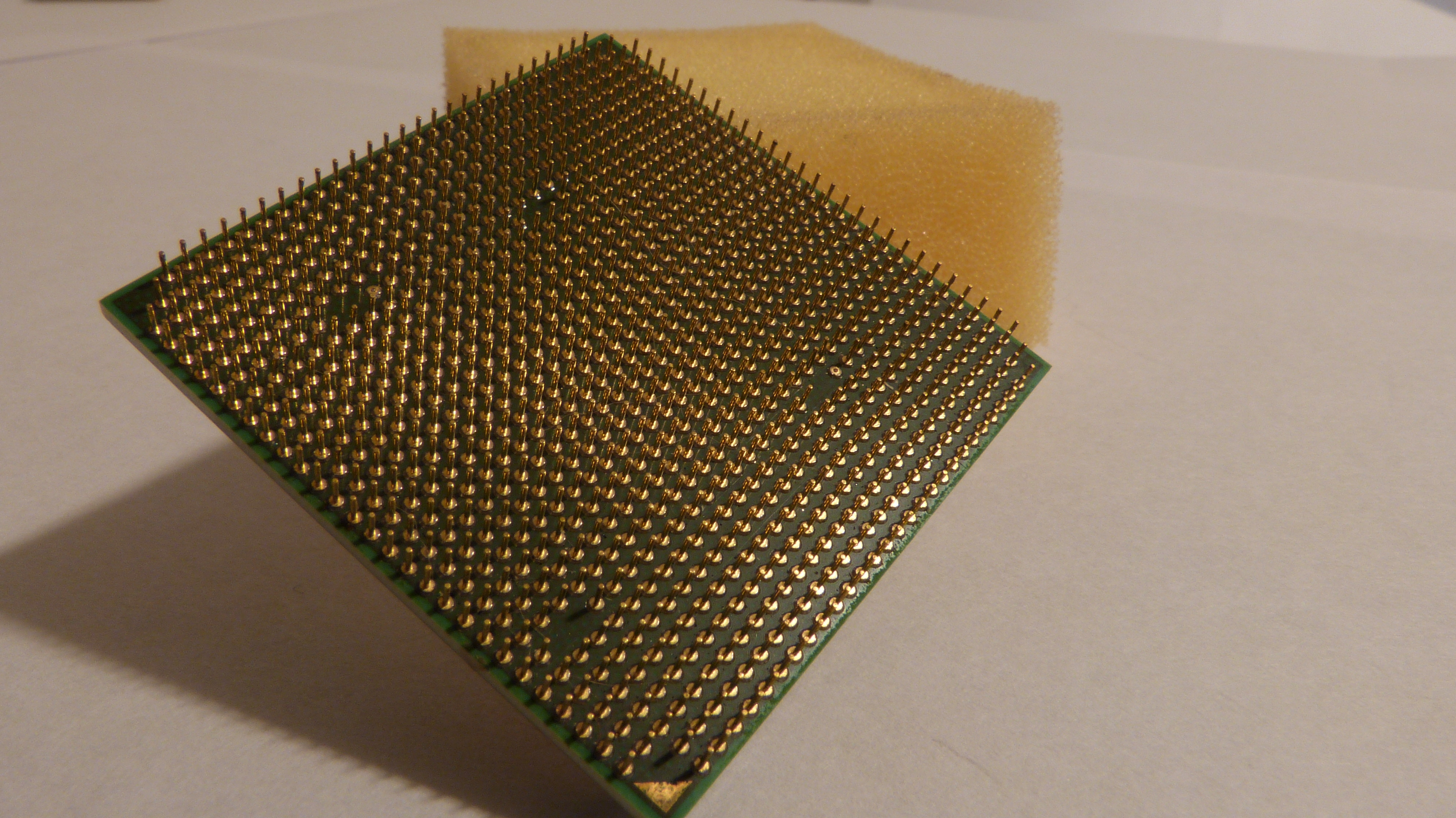
آرایه شبکه پینی در پایین از پردازنده AMD Phenom X4 9750 که از سوکت ای‌ام۲+ استفاده می‌کند

آرایه مُشبک پین (PGA) (به انگلیسی: pin grid array) نوعی بسته‌بندی مدار مجتمع است. در پی‌جیی‌ای، بسته به شکل مربع یا مستطیل است و پین‌ها در یک آرایه منظم در قسمت زیرین بسته چیده شده‌اند. پین‌ها معمولاً ۲٫۵۴ میلی‌متر (۰٫۱ اینچ) از هم فاصله دارند، و ممکن است کل قسمت زیرین بسته را بپوشانند یا نپوشانند.
پی‌جیی‌ای‌ها اغلب با استفاده از روش تمام-سوراخ روی برد مدار چاپی نصب می‌شوند یا در سوکت قرار می‌گیرند. پی‌جیی‌ای‌ها نسبت به بسته‌های قدیمی‌تر، مانند بسته ردیفی دوطرفه (DIP)، تعداد پین‌های بیشتری را در مدار مجتمع مجاز می‌سازند.

## انواع پی‌جیی‌ای

### پلاستیکی

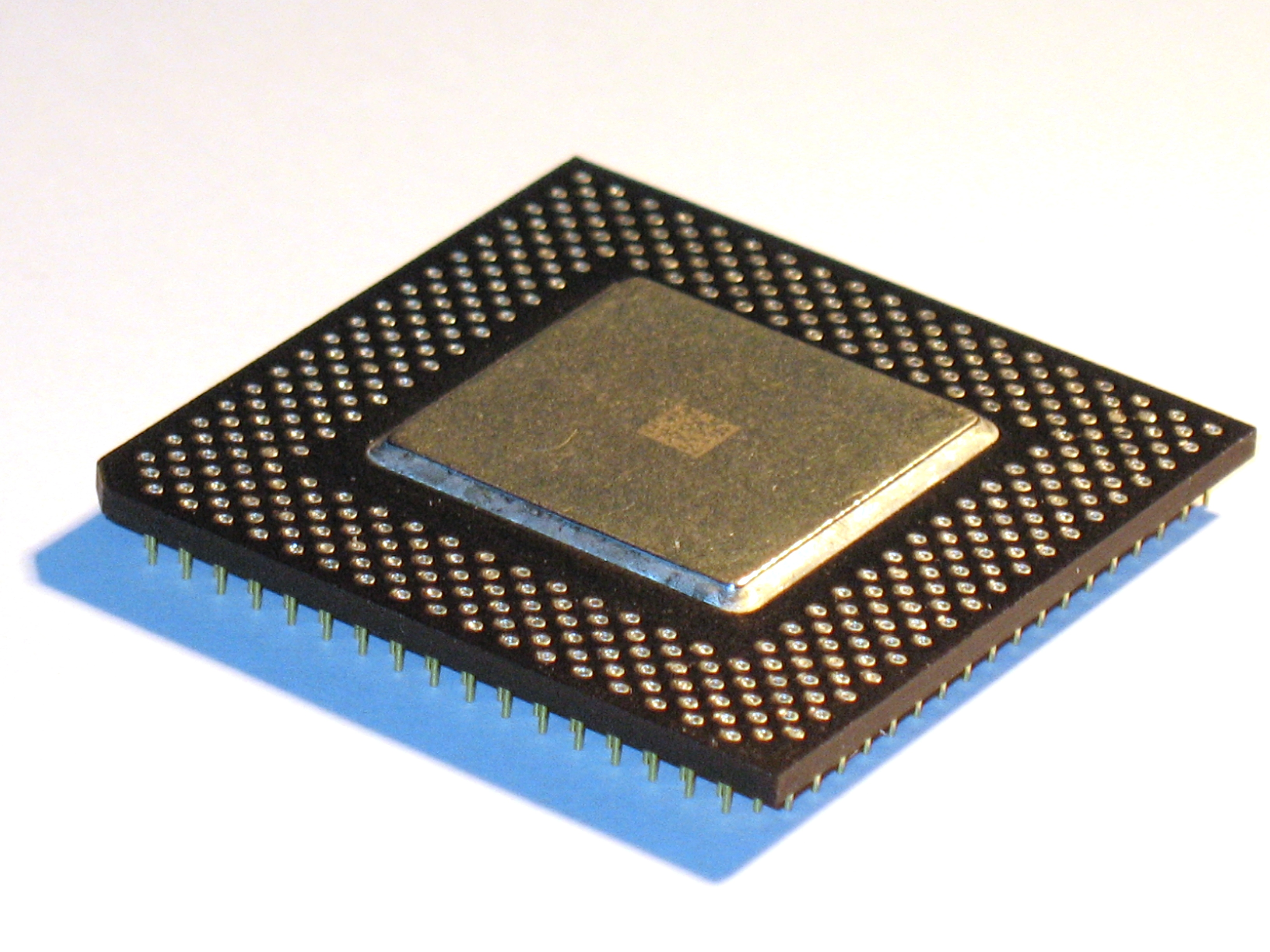
قسمت بالای سلرون-۴۰۰ در بسته‌بندی PPGA

بسته‌بندی آرایه مشبک پین پلاستیکی (PPGA) توسط اینتل برای پردازنده‌های سلرون هسته مندوسینو (به انگلیسی: Mendocino) مدل-جدید برمبنای سوکت ۳۷۰ مورد استفاده قرار گرفت. برخی از پردازنده‌های پیش از سوکت ۸ نیز از مشخصات ظاهری مشابهی استفاده می‌کردند، اگرچه به‌طور رسمی از آنها به عنوان پی‌پی‌جیی‌اِی یاد نمی‌شود.

### تراشه برگردان
آرایه مشبک پین تراشه-برگردان (FC-PGA یا FCPGA) شکلی از آرایه مشبک پین است که در آن روی دای به سمت پایین بر بالای زیرلایه با پشت دای در معرض واقع شده. این به دای اجازه می‌دهد تا تماس مستقیم تری با گرماگیر یا دیگر سازوکارهای خنک‌کننده داشته باشد.

### پین پلکانی
آرایه مشبک پین پلکانی (SPGA) توسط پردازنده‌های اینتل بر اساس سوکت ۵ و سوکت ۷ استفاده می‌شود.

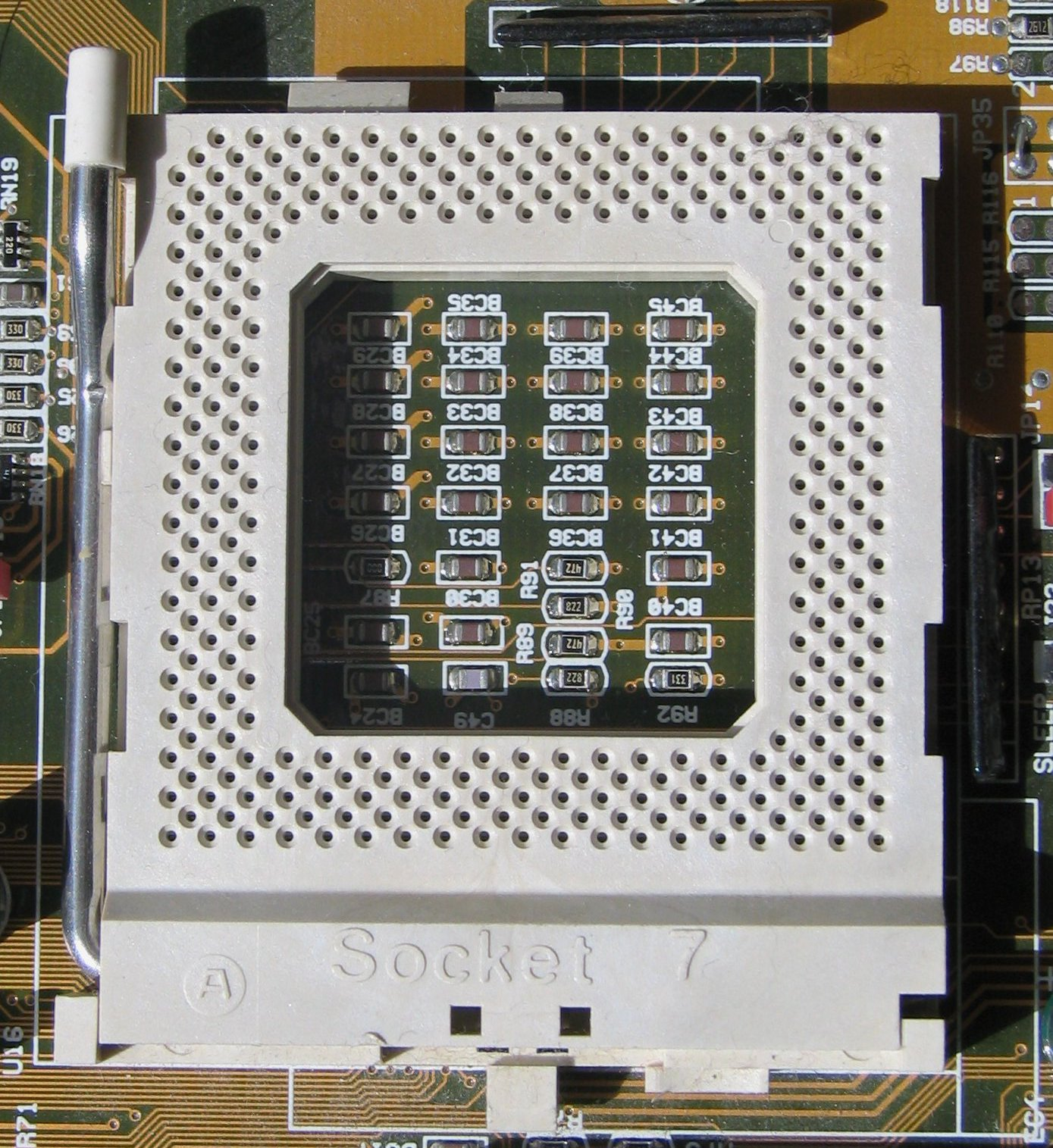
نمونه‌ای از یک سوکت برای یک بسته آرایه مشبک پین پلکانی

### سرامیکی
آرایه مشبک پین سرامیکی (CPGA) نوعی بسته‌بندی است که توسط مدارهای مجتمع استفاده می‌شود. در این نوع بسته‌بندی از یک بستر سرامیکی با پین‌هایی که در یک آرایه شبکه پین چیده‌شده، استفاده می‌شود. 

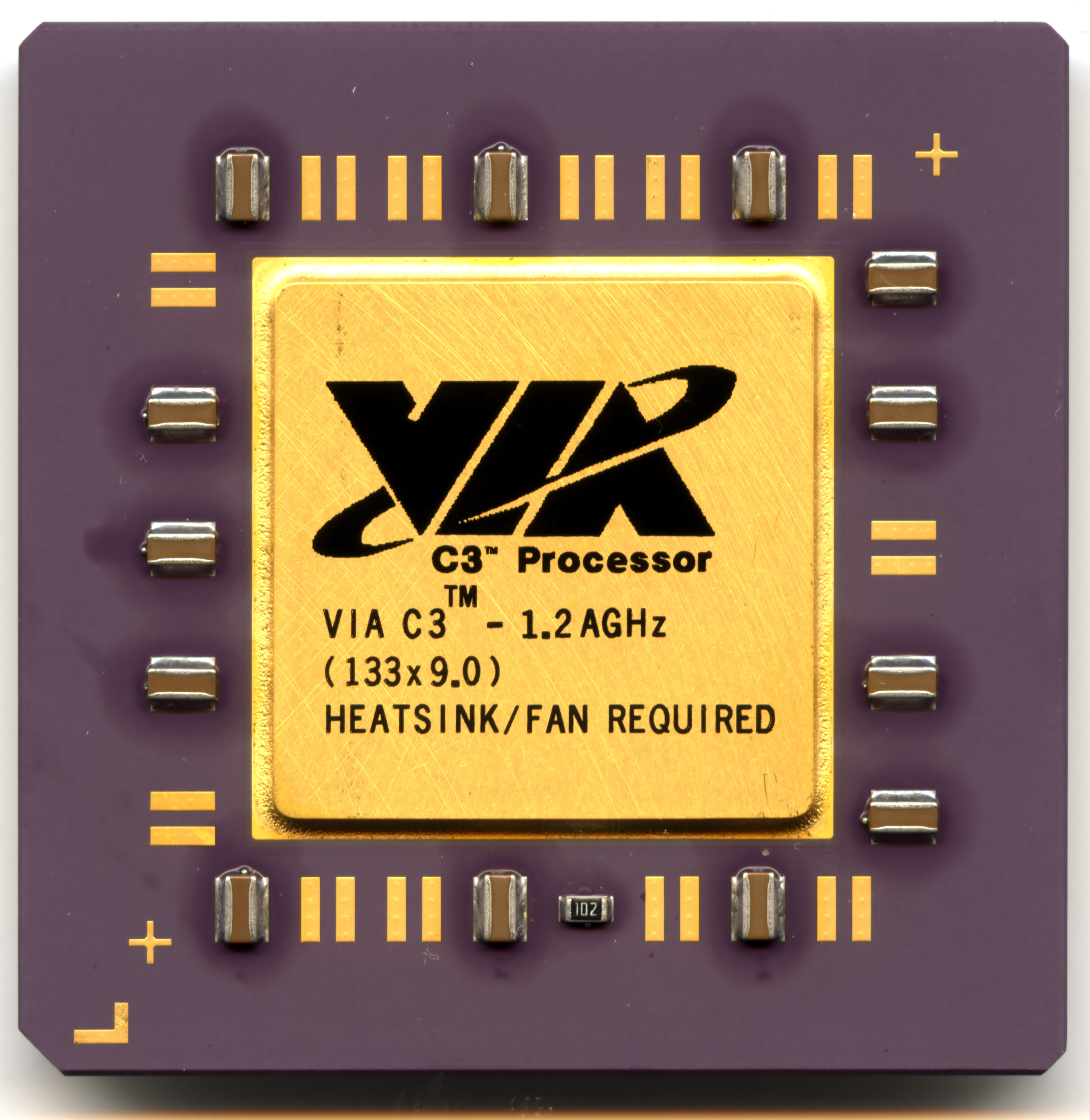
یک ریزپردازنده   وی‌آی‌ای سی۳ ۱.۲ گیگاهرتز در بسته سرامیکی
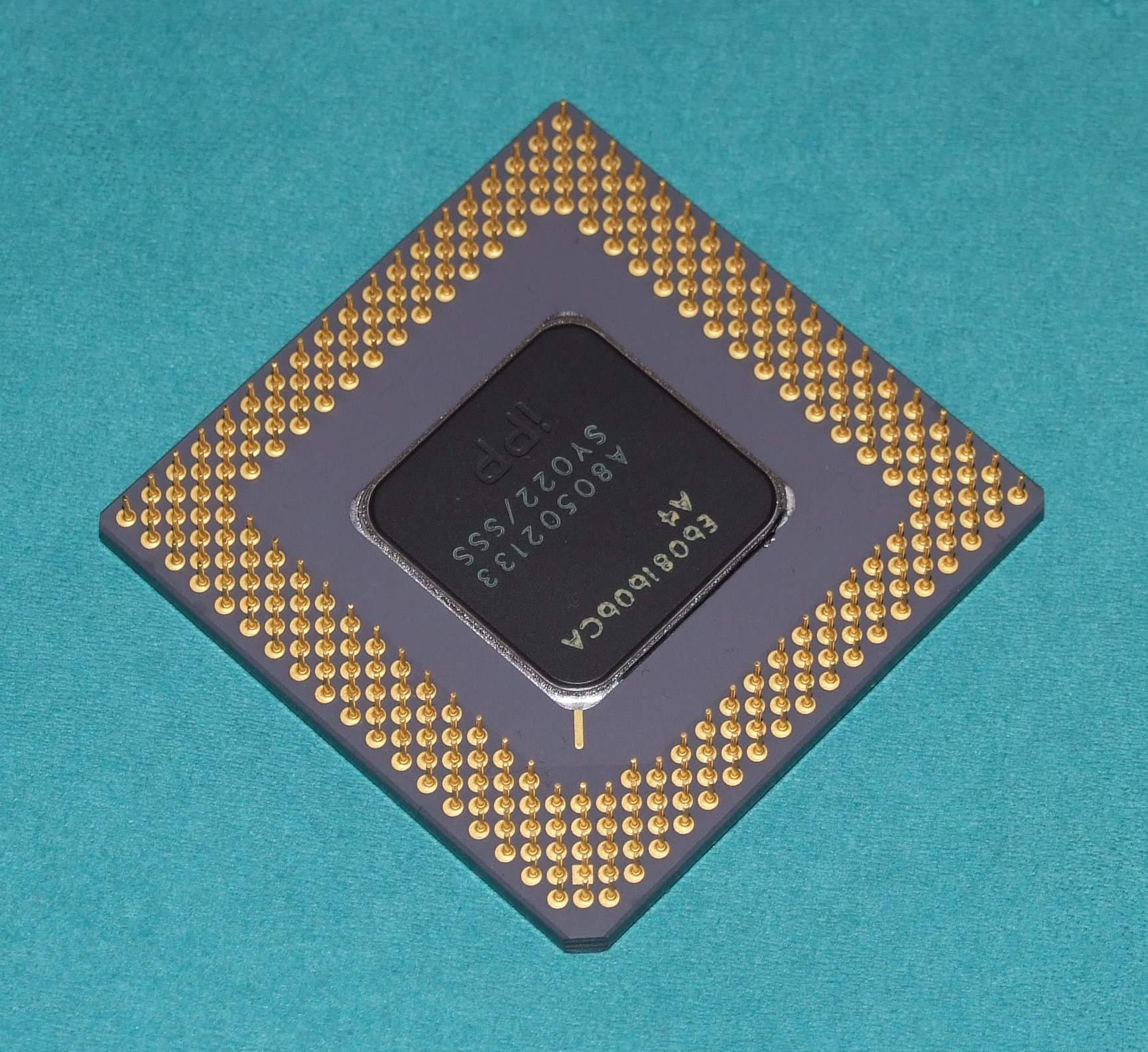
تراشه پنتیوم 133 مگاهرتز در بسته سرامیکی

### ارگانیک
یک آرایه مشبک پین ارگانیک (OPGA) یک نوع اتصال برای مدارهای مجتمع و به ویژه CPUها است، جایی که دای سیلیکونی به صفحه‌ای ساخته شده از پلاستیک ارگانیک پیوست شده‌است که توسط آرایه ای از پین‌ها سُفته و اتصالات لازم به سوکت را برقرار می‌کند. 

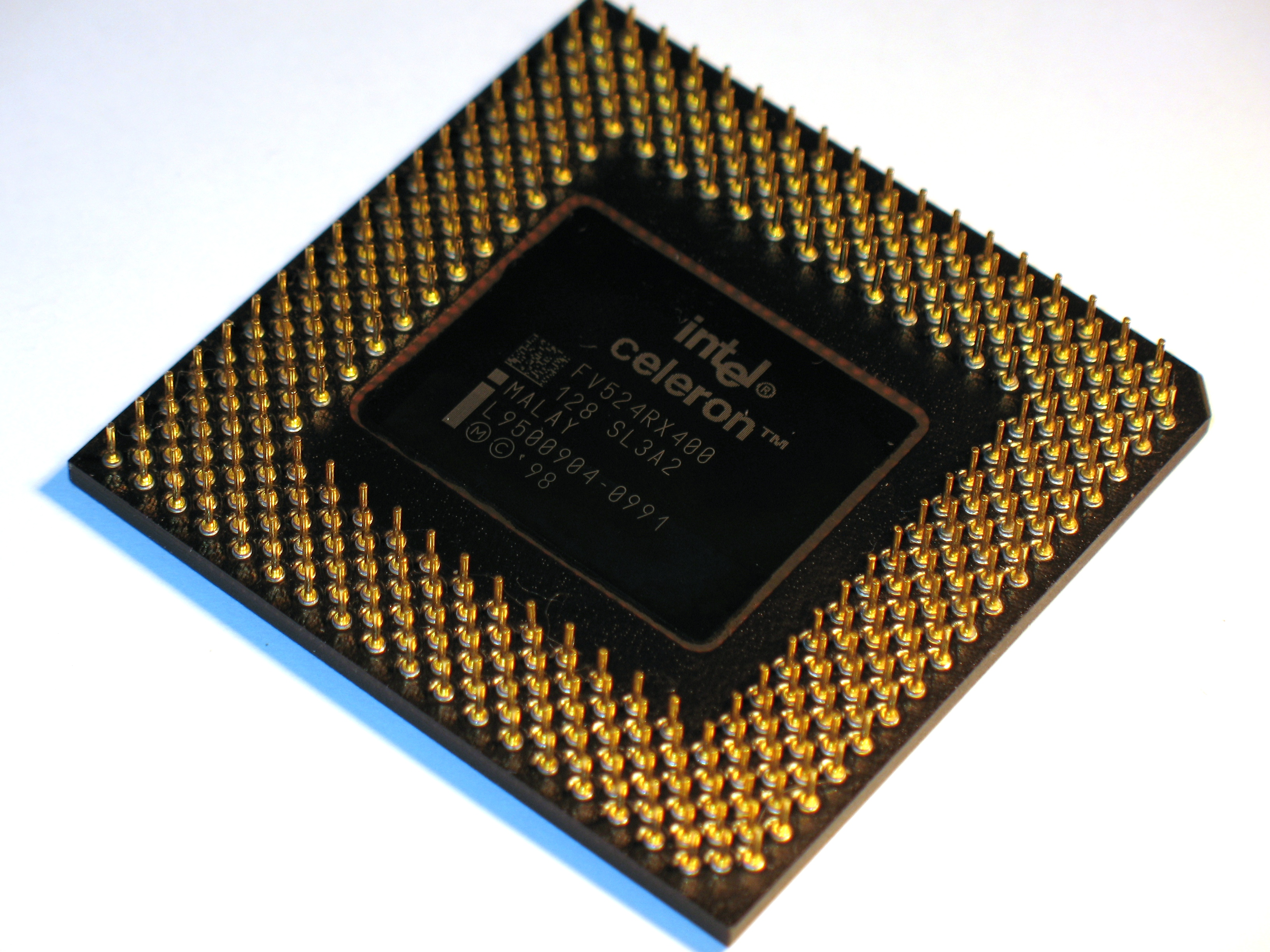
قسمت زیرین سلرون -۴۰۰ در پی‌پی‌جیی‌ای
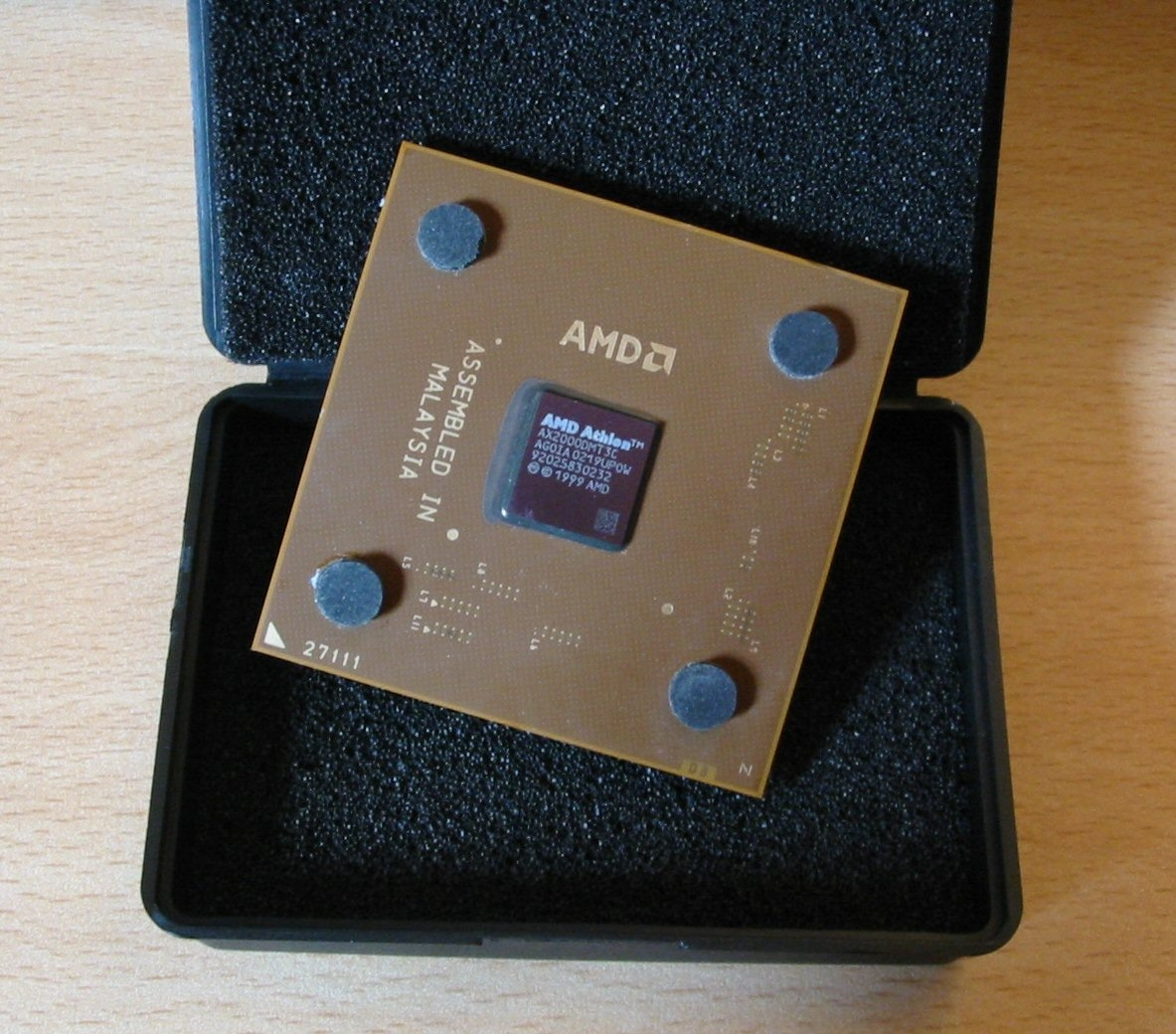
یک پردازنده اوپی‌جیی‌ای به رنگ قهوه‌ای توجه کنید - بسیاری از قسمت‌های اوپی‌جیی‌ای سبز رنگ هستند. دای در مرکز قطعه قرار دارد و چهار دایره خاکستری فوم جدا کننده برای کاستن فشار از دای، ناشی از گرماگیر،  هستند.

### گل‌میخی
یک آرایه مشبک گل‌میخی (SGA) یک بسته مقیاس تراشه‌ای با آرایه مشبک پین-کوتاه برای استفاده در فناوری نصب-سطحی است. آرایه مشبک پلیمری یا آرایه مشبک پلاستیکی به‌طور مشترک توسط مرکز میکروالکترونیک میان‌دانشگاهی (IMEC) و آزمایشگاه فناوری تولید، زیمنس ای‌جیی توسعه یافته‌است.

### آرپی‌جیی‌ای
آرایه شبکه پین کاهیده توسط انواع موبایل سوکت پردازنده‌های کُر آی 3/5/7 اینتل مورد استفاده قرار می‌گیرد و در مقایسه با گام پین ۱٫۲۷ میلی‌متری که توسط پردازنده‌های AMD معاصر و پردازنده‌های قدیمی اینتل استفاده می‌شود، گام پین به ۱ میلی‌متر کاهش یافته. در سوکت‌های جیی۱، جیی۲ و جیی۳ استفاده می‌شود.